# Indice OBX
L'indice OBX è un indice azionario della Borsa di Oslo, che comprende le 25 maggiori società presenti nella borsa norvegese.